# Головинщено
Головинщено — село в Краснопартизанском районе Саратовской области, в составе сельского поселения Рукопольское муниципальное образование.

## Физико-географическая характеристика
Село находится в Заволжье, на левом берегу реки Большой Узень, на высоте около 80—90 метров над уровнем моря. В окрестностях села распространены чернозёмы южные и тёмно-каштановые почвы.
Село расположено примерно в 29 км по прямой к юго-востоку-югу от районного центра рабочего посёлка Горный. По автомобильным дорогам расстояние до районного центра составляет 47 км, до областного центра города Саратов — 230 км, до Самары — 280 км, до ближайшего города Ершова — 48 км.
Часовой пояс
Головинщено, как и вся Саратовская область, находится в часовой зоне МСК+1. Смещение применяемого времени относительно UTC составляет +4:00.

## Население
Динамика численности населения по годам:
| Годы      | 1889 | 1897 | 1910 | 2002 |
| --------- | ---- | ---- | ---- | ---- |
| Население | 690  | 735  | 853  | 486  |

| 2002 | 2010 |
| ---- | ---- |
| 486  | ↘310 |

Национальный состав
Согласно результатам переписи 2002 года русские составляли 77 % населения села.

## История
Деревня Головинщина упоминается в Списке населённых мест Самарской губернии по сведениям за 1889 год. Административно деревня относилась к Верхне-Кушумской волости Новоузенского уезда. Согласно выше упомянутому Списку в деревне Головинщина насчитывалось 70 дворов, проживало 690 жителей. Земельный надел составлял 730 десятин удобной и 220 десятин неудобной земли. Согласно переписи 1897 года в деревне Головинщина (она же Нарышкина) проживало 735 человек, православных — 716.
Согласно Списку населённых мест Самарской губернии 1910 года в селе Головинщино (Нарышкино) имелось 120 дворов, проживали 426 мужчин и 427 женщин (бывшие помещичьи крестьяне, преимущественно русские, православные), имелись церковь, церковно-приходская школа, земская больница, работали врач, фельдшер, акушерка, земский станционный пункт, 3 ветряные мельницы. Надел составлял 730 десятин удобной и 130 неудобной земли.

## Связь
Сотовая связь и высокоскоростной мобильный интернет стандарта 4G/LTE.